# La verità negli occhi (film 2007)
La verità negli occhi (Hindi: लागा चुनरी में दाग, Urdu: لاگا چنری میں داغ), è un film di Bollywood del 2007, diretto da Pradeep Sarkar, con Rani Mukherjee. Il titolo originale significa "il mio velo è macchiato".

## Trama
Vibhavari "Badki" Sahay e Shubhavari "Chutki" Sahay sono le figlie di Shivshankar Sahay e Savitri Sahay. Vivono sulle rive del Gange a Banaras. La vita è piena di felicità e gioia per le due sorelle, nonostante la famiglia sia povera e la loro casa necessiti di riparazioni. Savitri fatica a sostenere finanziariamente la famiglia cucendo vestiti, e Badki ha lasciato la scuola prima di completare il 12º anno per aiutare Savitri a guadagnare di più. Sia Savitri che Badki sono determinate a garantire che Chutki completi la sua istruzione, mentre Shivshankar passa le giornate a comprare biglietti della lotteria e a lamentarsi del fatto che Badki non sia nata maschio.
Quando Shivshankar si ammala e i parenti avidi minacciano di fare causa alla famiglia per la casa, Badki va a Mumbai per cercare lavoro, ma viene continuamente respinta a causa della sua mancanza di istruzione e qualifiche. Chiede al suo amico Karan di presentarla al suo losco capo di mezza età, Gupta. Sposato ma solitario, Gupta le offre un lavoro redditizio a condizione che lei lo soddisfi fisicamente. Tornata alla sua residenza, scopre che la padrona di casa l'ha sfrattata senza preavviso. Senza casa e sola, una Badki disperata contatta Gupta e lo incontra in una lussuosa stanza d'albergo, dove hanno un rapporto sessuale. Crede di aver assicurato il lavoro, solo per scoprire che Gupta l'ha manipolata per ottenere sesso; lui le rifiuta il lavoro e le lancia del denaro, offrendole un lavoro come sua escort personale, lasciandola angosciata. Sentendosi sconfitta e senza opzioni, Badki diventa un'escort, accettando solo clienti ricchi. Istruita dall'amica di Karan, Michelle, Badki impara a parlare inglese e a vestirsi in modo moderno e assume il nome di "Natasha." Badki mente al padre e a Chutki dicendo loro di aver trovato lavoro come organizzatrice di eventi e manda denaro per le medicine di Shivshankar, le riparazioni della casa e un avvocato di famiglia. Sebbene Savitri conosca la verità e ne sia addolorata, non dissuade Badki per paura di perdere il flusso costante di denaro. Attraverso uno dei suoi clienti, Badki incontra e si innamora dell'avvocato Rohan a Zurigo, ma poi lo lascia temendo che sarebbe disgustato dalla sua professione.
Nel frattempo, Chutki completa il suo MBA e viene a vivere con Badki a Mumbai. Inizia a lavorare in un'agenzia e intraprende una relazione con il suo capo, il direttore creativo Vivaan, che presto le propone di sposarlo. Mentre i preparativi per il matrimonio iniziano a Banaras, Savitri chiama Chutki per implorarla di non far partecipare Badki alle celebrazioni, per paura che la professione di Badki venga scoperta e porti vergogna alla famiglia. Chutki scopre involontariamente il segreto di Badki e, inizialmente arrabbiata, si scusa con Badki per l'egoismo della loro famiglia. Chutki giura fermamente di rimanere al fianco di Badki e la supplica di partecipare al suo matrimonio.
Al matrimonio di Chutki a Banaras, Badki si trova faccia a faccia con Rohan, che si rivela essere il fratello maggiore di Vivaan. I vecchi sentimenti tra i due riaffiorano e Rohan chiede a Badki di sposarlo. Badki rifiuta, convinta che Rohan non la accetterebbe mai se conoscesse la verità, e informa sua madre della proposta. Savitri è terrorizzata dalla possibilità che il matrimonio di Chutki venga rovinato e incolpa Badki per essere venuta a Banaras. Chutki, tuttavia, rimprovera la madre per aver trascurato i sacrifici di Badki per la famiglia e incoraggia Badki a pensare finalmente a sé stessa, qualunque siano le conseguenze per il matrimonio di Chutki. Shivshankar sente questa conversazione e, insieme a Savitri, si rende conto di quanto Badki abbia sofferto per il bene della famiglia. Badki rivela la sua professione a Rohan, che la sorprende rivelando che lo sapeva fin dal momento in cui sono stati presentati dal suo cliente a Zurigo. Spiega di ammirare profondamente il suo carattere e i sacrifici che ha fatto per la sua famiglia e vuole sposarla. Badki accetta e le due coppie si sposano in una cerimonia congiunta.